# يو إف سي ليلة القتال: غيثي ضد فيك
يو إف سي ليلة القتال: غيثي ضد فيك (بالإنجليزية: UFC Fight Night: Gaethje vs. Vick)‏ هو حدث لفنون القتال المختلطة نظمته يو إف سي، أُقيم في 25 أغسطس 2018، على بيناكل بانك أرينا في لنكن، نبراسكا، الولايات المتحدة.